# André Padoux
Pour la commune, voir Padoux.
André Padoux (Pékin, 13 avril 1920 - 16 juillet 2017), est un indianiste français.
Directeur de recherche honoraire au Centre national de la recherche scientifique (CNRS), il est l'un des spécialistes mondiaux du tantrisme.

## Biographie
Fils d'un diplomate français en poste à Pékin, André Padoux, après avoir été diplômé en lettres chinoises, poursuit ses études à Lyon puis à Paris. En 1946, il sort diplômé de l'Institut d'études politiques de Paris.[réf. souhaitée] Il travaille ensuite pendant trois ans comme membre de la délégation française auprès de l'UNESCO, puis est nommé attaché culturel à l'ambassade française à Oslo. De 1953 à 1959, il occupe un poste similaire à l'ambassade française à New Delhi.
Dès 1940, Padoux entreprend l'étude de la langue et de la littérature sanskrite, sous la direction de Louis Renou. Il poursuit ses études durant son séjour en Norvège, auprès de Georg Morgenstierne. Une fois en Inde, il rencontre Lilian Silburn qui l'encourage à étudier l'œuvre du philosophe indien Abhinavagupta, ce qu'il fait à Srinagar de 1958 à 1959, avec l'aide du pandit Lakshman Joo, qui l'ouvre aux traditions tantriques.
De retour en France, il soutient une thèse, publiée en 1963, et intitulée Recherches sur la symbolique et l'énergie de la parole dans certains textes tantriques. En 1964, il est nommé directeur de l'Institut français de Francfort. De 1969 à 1972, il est nommé à l'ambassade française en Hongrie puis se tourne vers la recherche, embrassant une carrière de recherche au CNRS, dont il était membre depuis 1959. De 1982 à 1989, il est directeur de l'équipe de recherche du CNRS n°249 intitulée « Hindouisme, textes, doctrines et pratiques » et depuis 1982, toujours au CNRS, il est directeur de recherche honoraire. Il meurt en 2017.

## Ouvrages
- Recherches sur la symbolique et l'énergie de la parole dans certains textes tantriques, Paris, De Boccard, 1963, réimpr. 1975.
- Le Parâtrisikâlaghuvrtti d'Abhinavagupta. Texte traduit et annoté par A. Padoux. Publications de l'Institut de Civilisation Indienne du Collège de France (Fasc. 38), Paris, 1975.
- L'énergie de la parole, cosmogonies de la parole tantrique, postface de Lokenath Bhattacharya, collection « Hermès », Fata Morgana, 1994   (ISBN 978-2851943699)  — édité précédemment par Le Soleil noir (Paris, 1980) sous le titre Recherches sur la symbolique et l'énergie de la parole dans certains textes tantriques, issu des Publications de l'Institut de Civilisation Indienne du Collège de France (Fasc. 21, Paris, 1964-1975). Traduit en anglais.
- Mantras et diagrammes rituels dans l'hindouisme, dirigé par A. Padoux, Éditions du CNRS, Paris, 1986.
- L'image divine. Culte et méditation dans l'hindouisme, dirigé par A. Padoux, Éditions du CNRS, Paris, 1990.
- Le cœur de la yogini (yoginîhrdaya), avec le commentaire Dîpikâ d'Amrtânanda, traduit et annoté par A. Padoux. Publications de l'Institut de Civilisation Indienne du Collège de France (Fasc. 63), Paris, 1994.
- La lumière sur les Tantras. Le Tantraloka d'Abhinavagupta. Texte sanskrit, présenté, traduit et annoté par Lilian Silburn et André Padoux, Publications de l'Institut de Civilisation Indienne du Collège de France (Fasc. 66), Paris, 1998.
- Tantrikabhîdhanakôsa. Dictionnaire des termes techniques de la littérature hindoue tantrique. H. Brunner, G. Oberhammer et A. Padoux, Vienne, Verlag der Oesterreichischen Akademie der Wissenschaften, 2000 (Tome 1) et 2004 (Tome 2).
- Mélanges tantriques à la mémoire d'Hélène Brunner, dirigé par André Padoux et Dominic Goodall, Institut Français de Pondichéry et l'École française d'Extrême-Orient, Paris, 2007.
- Comprendre le tantrisme. Les sources hindoues, Albin Michel, Paris, 2010  — traduit en italien. « Pour faire Comprendre le tantrisme ou, plus exactement, les traditions tantriques, A. Padoux n’a pas cherché à simplifier des données qui sont appelées à rester complexes. Il s’est plutôt efforcé de les rendre intelligibles en les caractérisant à grands traits, en les situant les unes par rapport et en les contextualisant dans le monde hindou. Un grand nombre d’heureuses formulations contribue à cet exercice de clarification et de mise en perspective, qui peut être lu comme une présentation fiable tant du domaine tantrique hindou que de ce vaste phénomène qu’on appelle l’hindouisme[3]. »
- (en) Tantric Mantras: studies on mantrasastra, Routledge, 2011  — recueil d'une version anglaise de plusieurs articles écrits par André Padoux  sur divers aspects des mantras tantriques.